# Helena Santos e Costa
Helena Margarida dos Santos e Costa (Alhandra, 15 de abril de 1978), mais conhecida por Helena Costa é uma treinadora de futebol portuguesa que treinou a Seleção Feminina do Irão   de 2012 até ao verão de 2014, passando, depois, a treinar a equipa masculina do Clermont Foot Auvergne 63, da segunda divisão francesa, no que foi a primeira contratação de uma treinadora para uma equipa profissional masculina de futebol de um campeonato de alto nível. Não foi longa a sua presença em França, tendo regressado a Portugal, onde se dedica ao comentário desportivo em canais de televisão, entre outros órgãos de comunicação.

## Carreira
Desde cedo Helena Costa se destacou pela excelência no mundo do futebol. Aos vinte e um anos, ainda não tinha terminado a sua graduação em Ciências do Desporto pela Faculdade de Motricidade Humana, quando fez o seu primeiro curso de treinadores pela Associação de Futebol de Lisboa, no qual obteve a melhor classificação de entre os 120 candidatos. Seguiu-se o Mestrado em Análise de Jogo com louvor e distinção e os cursos de treinadores UEFA nível 2 e nível 3 pela Federação Portuguesa de Futebol.
Em 1998 entrou como treinadora adjunta nas camadas jovens do Sport Lisboa e Benfica e de 1999 a 2004 acompanhou as equipas de sub-9 e sub-10 como treinadora principal. No ano seguinte passou a treinadora adjunta da equipa masculina de sub-17 do Sport Lisboa e Benfica, tendo alcançado o título de Vice-Campeão Nacional. Sem nunca deixar as camadas jovens do Sport Lisboa e Benfica, na época de 2005/2006 aceitou o seu primeiro desafio com uma equipa sénior masculina, a Sociedade Recreativa e Desportiva Cheleirense, onde conquistou o 1º lugar do campeonato regional da zona de Lisboa.
No ano seguinte deu o salto para as equipas femininas e para a conquista de vários títulos como treinadora principal, passando pelo Sociedade União 1.º Dezembro e pelo Odivelas Futebol Clube. 
Em 2010 aceitou o desafio e deixando as camadas jovens do Sport Lisboa e Benfica e todas as outras atividades no futebol nacional, rumou a Doha no Qatar para criar toda a estrutura do Futebol Feminino naquele país, tornando-se a selecionadora do futebol feminino jovem e sénior. Neste novo desafio Helena Costa foi responsável pelo scouting, pela criação e organização de Campeonatos Nacionais Femininos, organização dos cursos de treinadores da FIFA para os países do Médio Oriente que teve lugar em Doha - 2010, entre outros desafios que se imaginam num país do Médio Oriente que dá os primeiros passos no futebol feminino.
Em 2012 foi convidada para ser selecionadora nacional do futebol feminino no Irão.

### Scouting
- 2004-2005 - Scounting dos adversários da 1ª Liga Portuguesa para o Leixões Sport Clube
- 2008-2010 - Scouting de jogadores e adversários nas equipas portuguesas e espanholas para a equipa sénior masculina do Celtic Football Club
- 2012 - Scouting de jogadores para a equipa principal e scouting de adversários (Sport Lisboa e Benfica e Futbol Club Barcelona) durante a UEFA Champions League 2012/13 do Celtic Football Club em Portugal e Espanha.

### Estudos
- 1997-2001 - Licenciatura em Ciências do Desporto - Educação Física / Especialização em Futebol pela Faculdade de Motricidade Humana da Universidade Técnica de Lisboa (16 valores - Bom com Distinção)
- 1999 - Curso de Treinador nível 1 da Federação Portuguesa de Futebol pela Associação de Futebol de Lisboa (Muito Bom com Distinção - melhor classificação em 120 candidatos)
- 2002-2004 - Mestrado em Análise de Jogo - “Caracterização da performance ofensiva da equipa feminina alemã durante o FIFA World Cup 2003” pela Faculdade de Motricidade Humana da Universidade Técnica de Lisboa (Muito Bom com Distinção)
- 2003 - Curso de Treinador UEFA B pela Associação de Futebol de Lisboa / Federação Portuguesa de Futebol (Muito Bom - 2ª melhor classificação em 100 candidatos)
- 2008 - Curso de Treinador UEFA A pela Federação Portuguesa de Futebol (Muito Bom - 2ª melhor classificação em 30 candidatos)
- 2012-2013 - Estudante de Doutoramento em Educação Física e Desporto pela Universidade Lusófona

### Ensino
- 2002-2005 - Coordenadora dos estágios em Clubes de Futebol para estudantes de Ciências do Desporto no Instituto Piaget de Almada.
- 2003-2006 - Coordenadora das dissertações final de curso na área Futebol em Ciências do Desporto no Instituto Piaget de Almada.
- 2005-2009 - Formadora no curso Curso de Treinadores UEFA B na disciplina de Metodologia do Treino na Associação de Futebol de Lisboa
- 2009-2010 - Professora da disciplina de Futebol da Licenciatura em Ciências do Desporto no Instituto Piaget de Almada.
- 2010 - Formadora no curso FIFA Football Course for Women’s Coaches of Middle East - Doha, Qatar

## Congressos e Seminários
- COSTA, Helena; “Football Methodology”, FIFA Football Course for Middle East Women’s Coaches, Qatar, Doha, 2010.
- COSTA, Helena; “Sociedade União 1º Dezembro e Odivelas Futebol Clube... duas experiências (sessão teórica)” e “ Metodologia do Processo de Treino - Como devemos treinar? (sessão prática)”, Congresso do Futebol Feminino Associação Portuguesa de Treinadores de Futebol, Vila do Conde, Portugal, 18 Outubro 2008.
- COSTA, Helena; “ Metodologia do Processo de Treino - Como devemos treinar? (sessão prática)”, Congresso do Futebol Feminino da Universidade de Trás-os-Montes e Alto Douro - Departamento de Futebol, Vila Real, Portugal, 12 Maio 2008.
- COSTA, Helena; “Como treinar a tomada de decisão no Futebol?”, I Congresso Internacional de Desporto - Instituto D. Afonso III - INUAF, Algarve, Portugal, 26 Fevereiro 2008.
- COSTA, Helena; “Sociedade União 1.º Dezembro e o Futebol Feminino Português”, Congresso Futebol Feminino, Escola Superior de Rio Maior - Departamento de Futebol, Rio Maior, Portugal, 15 Dezembro 2008.
- COSTA, Helena; “CV Dinâmico”, III Seminário Técnico de Futebol de Rio Maior - Escola Superior de Rio Maior - Departamento de Futebol, Rio Maior, Portugal, 6 Junho 2007.
- COSTA, Helena; “O Processo Ofensivo no Futebol Profissional”, II Seminário Técnico de Futebol de Rio Maior - Escola Superior de Rio Maior - Departamento de Futebol, Rio Maior, Portugal, 6 Março 2006.

## Títulos

### Títulos no Qatar (Selecionadora Nacional de Futebol Feminino)
- 1 º Lugar no Nacional de Futebol Feminino do Qatar 2011/2012 - Qatar United (Club)
- Primeira vitória da Selecção Feminina do Qatar (4-1 contra Maldivas)
- Vitória contra Kuwait (2-0)
- Inclusão da Selecção Feminina do Qatar no Ranking Mundial da FIFA (Subida de ? posições no ranking Mundial FIFA)

### Títulos no Sport Lisboa e Benfica - equipas masculinas das camadas jovens (Treinadora Principal)
- 2 º Lugar no Torneio Mundial da Juventude "Mundialito" 2006 - Espanha, Canárias Fuerteventura (Final 5-4 com o Barcelona FC)
- 1 º Lugar no Torneio Mundial da Juventude "Mundialito" 2007 - Portugal, Vila Real Santo António (Final 6-0 com o Barcelona FC)
- 1 º Lugar no Torneio Português da Juventude “Copa Foot21” Portugal 2008
- 1 º Lugar no Torneio Mundial da Juventude "Mundialito" 2008 - Portugal, Vila Real de Santo António
- 1 º Lugar no Torneio Português da Juventude "Copa Foot 21” Portugal 2009

### Títulos no Odivelas Futebol Clube (Treinadora Principal da Equipa Feminina)
- Campeã Nacional de Futebol Feminino Português 2008/2009 (2 ª Divisão)
- Semi-finalista da Taça de Portugal 2008/2009;

### Títulos na Sociedade União 1.º Dezembro (Treinadora Principal da Equipa Feminina)
- 2 º lugar do grupo na European CHAMPIONS LEAGUE 2007  - Neughlenbach, Áustria
- Campeã Nacional de Futebol Feminino 2008/2009 (1 ª Divisão)
- Vencedora da Taça de Portugal 2008/2009 (5-0 com Boavista FC)
- 2 º lugar do grupo na European CHAMPIONS LEAGUE 2008 - Osijek, Croácia
- Campeã Nacional de Futebol Feminino Português 2007/08 (1 ª Divisão)
- Vencedora da Taça de Portugal 2007/08 (6-0 ao Albergaria)

### Títulos na Sociedade Recreativa e Desportiva Cheleirense (Treinadora Principal da Equipa Senior Masculina)
- 1 º lugar da Serie B da 3ª Divisão 2005/2006

## Prémios
- Prémio de Melhor Treinador do "Mundialito 2006" Espanha, Canárias Fuerteventura
- Prémio de Melhor Treinador do "Mundialito 2007" Portugal, Vila Real Santo António
- Prémio de Melhor Treinador da Taça “Copa Foot 21” Portugal 2009
- Prémio de Melhor Treinadora  pela Associação de Nacional de Treinadores de Futebol (Prémio Mulheres de Mérito) 2008/2009

## Outras informações
- Estágio no Chelsea Football Club com equipa profissional, feminina e equipa da academia em Outubro 2005 (treinador: José Mourinho)
- Estágio no Sport Lisboa e Benfica na equipa principal em Agosto 2002 (treinador: Jesualdo Ferreira)
- Estágio no Sporting Clube de Portugal na equipa principal em Abril 2002 (treinador: Lazlo Bolonni)